# Ronnie Stevens
Ronnie Stevens (Londres, Inglaterra, 2 de septiembre de 1925 - Middlesex, Inglaterra, 11 de noviembre de 2006) fue un actor británico. Hizo su debut en el año 1952 y es más reconocido por su participación en The Parent Trap.

## Filmografía
- 1998 The Parent Trap
- 1997 Bernard's Watch
- 1996 Hetty Wainthropp Investigates
- 1996 Tocando el viento
- 1995-1996 Goodnight Sweetheart
- 1995 As Times Goes Bay
- 1995 Casualty
- 1994 Policía de barrio
- 1990-1994 May to December
- 1993 Strathblair
- 1991-1992 Rumpole of the Baley
- 1992 Echele la culpa al botones
- 1991 For the Greater Good
- 1991  Van der Valk
- 1990  Killing Dad or How to Love Your Mother
- 1990  Secret Weapon
- 1989  Countdown to War
- 1989  About Face
- 1982-1988  Tales of the Unexpected
- 1987  That's Love
- 1987  Terry and June
- 1987  See You at Wembley, Frankie Walsh
- 1986  Como en los viejos tiempos
- 1986  Roll Over Beethoven
- 1986  Sí, primer ministro
- 1986  Hi-de-Hi!
- 1985  Marjorie and Men
- 1985  Cover Her Face
- 1985  Ineptos interplanetarios
- 1984  Chance in a Million
- 1984  Ever Decreasing Circles
- 1982  Captain Stirrick
- 1982  Solo
- 1982  A.J. Wentworth, BA
- 1982  Noggin the Nog
- 1982  The Bounder
- 1982  Shine on Harvey Moon
- 1980  Minder
- 1980  Sólo cuando me río
- 1980  Twelfth Night
- 1974  All I Want Is You... and You... and You...
- 1972  But Seriously, It's Sheila Hancock
- 1971  The Goodies
- 1971  The Dick Emery Show
- 1969  Adiós, Mr. Chips
- 1969  According to Dora
- 1969  Más peligrosas todavía
- 1969  Marvelous Party!
- 1968  Orlando
- 1968  Comedy Playhouse
- 1967  Tiempo de locura
- 1967  Before the Fringe
- 1967  Theatre 625
- 1967  Around with Allen
- 1966  The Sandwich Man
- 1966  El doctor, la enfermera y el loro
- 1965  Give a Dog a Bone
- 1965  Los vengadores
- 1965  No Hiding Place
- 1965  San Ferry Ann
- 1964  The Mavis Bramston Show
- 1963-1964  Space Patrol
- 1964  A Home of Your Own
- 1963  Taxi!
- 1963  Los problemas del doctor
- 1963  Comedy Four
- 1962  Bootsie and Snudge
- 1962  El tigre de Scotland Yard
- 1962  Carry on Cruising
- 1962  It's Trad, Dad!
- 1962  Sara and Hoppity
- 1962  A Pair of Briefs
- 1961  Three Live Wires
- 1961  Dentist on the Job
- 1961  Nearly a Nasty Accident
- 1961  Hoy es día de fuga
- 1960  Dentist in the Chair
- 1960  The Days of Vengeance
- 1960  Doctor in Love
- 1960  BBC Sunday-Night Play
- 1960  The Army Game
- 1959  BBC Sunday-Night Theatre
- 1959  Estoy bien, Jack
- 1959  New Look
- 1959  Danger Within
- 1958  Bachelor of Hearts
- 1958  Yo fui el doble de Montgomery
- 1958  Dick and the Duchess
- 1957  Un médico fenómeno
- 1956  The Narrowing Circle
- 1955  No Smoking
- 1955  Value for Money
- 1955  The Hornet's Nest
- 1955  Mientras sean felices
- 1954  For Better, for Worse
- 1954  Scarlet Web
- 1953  Love in Pawn
- 1952  Alto secreto